# 카르초피 알라 로마나

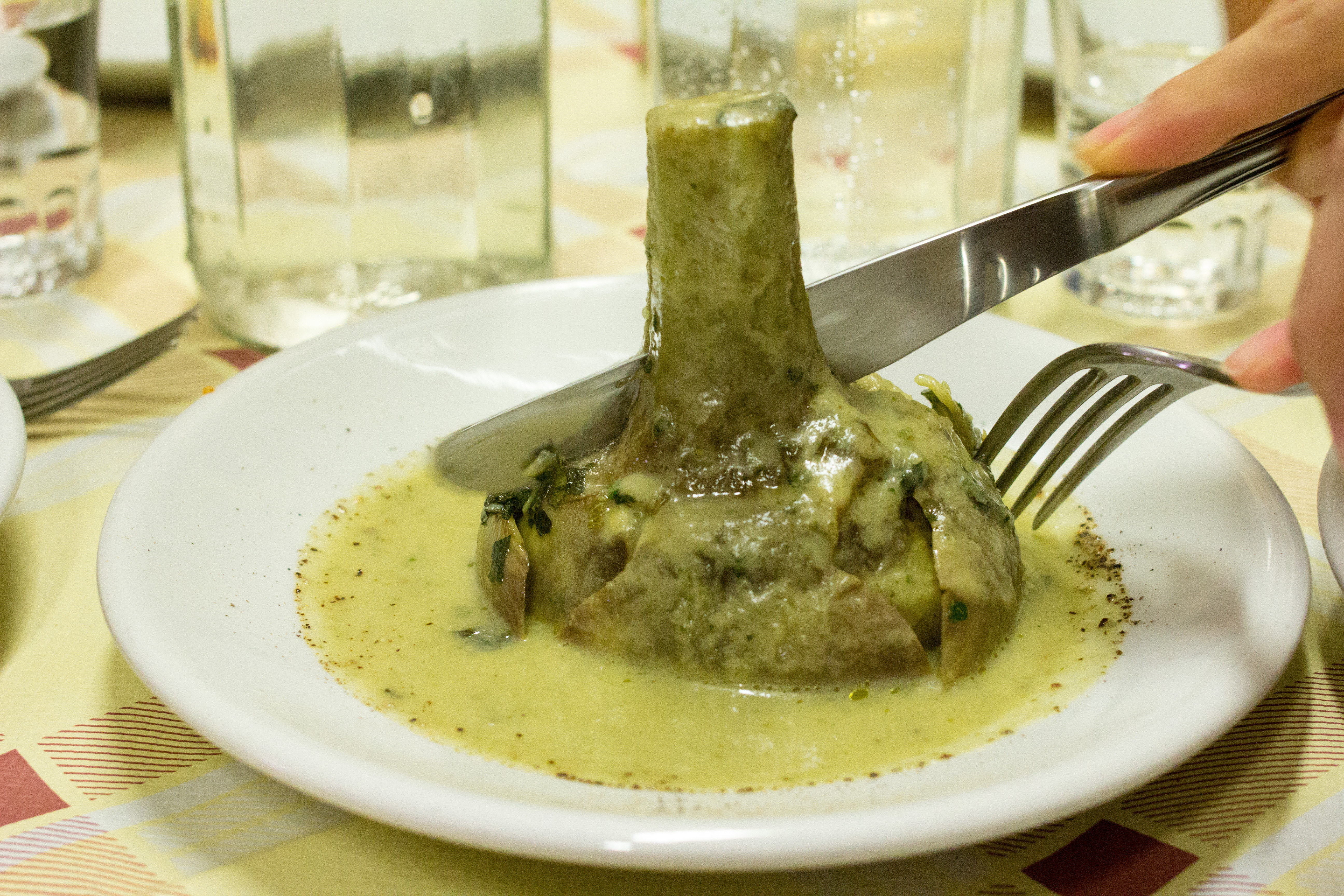

카르초피 알라 로마나(이탈리아어:Carciofi alla romana)는 로마식 아티초크이며 전형적인 로마 요리이다. 가정에서도 흔히 먹으며 레스토랑에서는 봄철 내내 볼 수 있는 계절 메뉴이다. 로마에서 볼 수 있는 요리 중에서 아티초크를 쓰는 요리 중에는 단연 가장 보편적인 요리이다.

## 참고 자료
- Boni, Ada (1985). 《La Cucina regionale italiana》 (이탈리아어). Roma: Newton Compton Editori.